# 小口拟角蟾
小口拟角蟾（学名：Ophryophryne microstoma）为角蟾科拟角蟾属的两栖动物。分布于越南、老挝、泰国以及中国大陆，广西、云南等地，多生活于山溪岸边落叶覆盖的石缝内或矮灌丛和蕨类植物上。其生存的海拔范围为220至1200米。该物种的模式产地在越南。
其种加词“microstoma”意为“小口的”。

## 保护
本种于2023年被收录入《有重要生态、科学、社会价值的陆生野生动物名录》。